# Kurt Weinzierl
Kurt Weinzierl (* 15. April 1931 in Innsbruck, Tirol; † 10. Oktober 2008 in München) war ein österreichischer Schauspieler, Kabarettist und Regisseur.

## Leben
Kurt Weinzierl besuchte von 1948 bis 1951 das Mozarteum in Salzburg und ließ sich dort zum Schauspieler ausbilden. Er verschrieb sich schon früh dem Theater. So spielte er alle möglichen Rollen in einem Puppentheater in Innsbruck. Seine Karriere begann er mit Theaterengagements in Österreich, von 1953 bis 1970 in Klagenfurt und von 1955 bis 1960 sowie von 1962 bis 1964 in Salzburg. Danach nahm er einige Film- und Fernsehrollen an, beispielsweise 1971 in Der Fall Jägerstätter, für den er den Österreichischen Fernsehpreis gewann, oder ab 1981 in der TV-Kult-Serie Kottan ermittelt.
Weinzierl stand mit so bekannten Schauspielern wie Hans Moser, Therese Giehse oder Paula Wessely auf der Bühne. Von 1976 bis 1981 war er neben Dieter Hildebrandt Ensemblemitglied in Sammy Drechsels Münchner Lach- und Schießgesellschaft. Ab 1981 arbeitete er als freischaffender Schauspieler, unter anderem mit Hape Kerkeling im Film Kein Pardon. Von 1981 bis 1983 übernahm er die künstlerische Leitung der Tiroler Volksschauspiele in Telfs.
Er hatte vier Töchter und einen Enkel. Die Töchter Andrea und Barbara stammen aus seiner Ehe mit Susanne Weinzierl. Barbara Weinzierl, die einen Sohn mit dem Radiojournalisten Tom Doch hat, trat früh in die Fußstapfen ihres Vaters und arbeitet als Kabarettistin, Schauspielerin, Autorin und Malerin in München. Mirjam Rosenkranz, aus einer Beziehung mit Helena Rosenkranz, studierte Agrarwissenschaften und ist heute als Eventmanagerin tätig.
Weinzierl lebte bis zu seinem Tod mit seiner Lebensgefährtin, der Schauspielerin Veronika Faber, und Tochter Annabel Faber, die ebenfalls Schauspielerin ist, in München. Er wurde dort am 17. Oktober 2008 auf dem Nordfriedhof beigesetzt.

## Filmografie
- 1961: Der Bauer als Millionär
- 1963: Als ich beim Käthele im Wald war
- 1971: Der Fall Jägerstätter
- 1973: Ein junger Mann aus dem Innviertel
- 1975: Totstellen – Der Sohn eines Landarbeiters wird Bauarbeiter und baut sich ein Haus
- 1975: Ein Fall für Männdli – (Fernsehserie, Folge: Rosenmörder)
- 1976: Jakob der Letzte
- 1976–1979: Ein echter Wiener geht nicht unter (Fernsehserie, 4 Folgen)
- 1976: Tatort: Wohnheim Westendstraße
- 1978: Der Mann im Schilf
- 1978: Heinrich Heine
- 1978: Eine seltsame Bescherung
- 1979: Feuer! (Fernsehfilm)
- 1980: Musik auf dem Lande
- 1980: Derrick – Ein tödlicher Preis
- 1981: Nach Mitternacht
- 1982: Büro, Büro
- 1982: Die Frau mit dem roten Hut
- 1982: Ein Fall für zwei – Partner
- 1981–1983: Kottan ermittelt (Fernsehserie, 13 Folgen)
- 1983: Mit mir nicht, du Knallkopp
- 1984: Tiger – Frühling in Wien
- 1984: Mama Mia – Nur keine Panik
- 1985: Seitenstechen
- 1985: Die Krimistunde (Fernsehserie, Folge 16, Episode: "Und was bieten Sie?")
- 1985: Marie Ward – Zwischen Galgen und Glorie
- 1985: Vergeßt Mozart
- 1985: Die Einsteiger
- 1986: Geld oder Leber!
- 1986: Bitte laßt die Blumen leben
- 1987–1988: Waldhaus (Fernsehserie, 18 Folgen)
- 1988: Der Schwammerlkönig (Fernsehserie, 5 Folgen)
- 1988: Meister Eder und sein Pumuckl (Fernsehserie, Folge Das Segelboot)
- 1989: Peter Strohm - Rendevouz in Berlin
- 1990–1991: Wenn das die Nachbarn wüßten (Fernsehserie, 12 Folgen)
- 1990–1993: Die Piefke-Saga (Fernsehserie, 4 Folgen)
- 1990–1993: Ein Schloß am Wörthersee (Fernsehserie, 16 Folgen)
- 1992: Die zweite Heimat – Chronik einer Jugend
- 1992: Glückliche Reise – Bali (Fernsehreihe)
- 1993: Großstadtrevier (Fernsehserie, Folge: Bodo)
- 1993: Kein Pardon (Kino-Satire)
- 1993: Hochwürden erbt das Paradies
- 1994: Forsthaus Falkenau (Fernsehserie, Folge: Hochzeit mit Hindernissen)
- 1994: Drei zum Verlieben
- 1995: Derrick – Dein Bruder, der Mörder
- 1995: Auf immer und ewig (Fernsehserie)
- 1996: Stockinger (Fernsehserie, Folge: Spuren in den Tod)
- 1996. Das Zauberbuch
- 1998–1999: Kaisermühlen Blues (Fernsehserie, 6 Folgen)
- 1998–2002: Tierarzt Dr. Engel (Fernsehserie, 4 Folgen)
- 2000: Mein absolutes Lieblingslied
- 2001: Anwalt Abel (Fernsehserie, Folge: Salut, Abel!)
- 2002: Ein Hund für alle Fälle
- 2003: Die Rosenheim-Cops (Fernsehserie, Folge: Im Auftrag seiner Majestät)
- 2004: Da wo die Heimat ist
- 2004: Da wo die Herzen schlagen
- 2005–2007: SOKO Kitzbühel (Fernsehserie, 2 Folgen)
- 2006: Da wo das Glück beginnt
- 2006: Da wo es noch Treue gibt
- 2007: Die Versöhnung
- 2007: Da wo die Freundschaft zählt
- 2008: Echte Wiener – Die Sackbauer-Saga

## Theater (Auswahl)
- Münchner Lach- und Schießgesellschaft
- Salzburger Festspiele
- Bayerisches Staatsschauspiel München
- Städtische Bühnen Nürnberg
- Bühnen der Stadt Wuppertal
- Münchner Kammerspiele
- Volksschauspiele Telfs
- Staatstheater am Gärtnerplatz München
- Volkstheater München

## Rollen (Auswahl)
- Faust + Mephisto in Faust I
- Pater in Die Beichte
- Grillparzer im Pornoladen
- Zettel in Ein Sommernachtstraum
- Polizeipräsident Heribert Pilch in Kottan ermittelt
- Bertram in Kein Pardon

## Inszenierungen (Auswahl)
- Drachendurst (Mitterer) Tiroler Volksschauspiele, Telfs
- Macbeth (Shakespeare), Bruchsal
- Lumpazivagabundus (Nestroy), Bruchsal
- Hias (Faber) Staatstheater am Gärtnerplatz, München
- Das weiße Rössl (Millöcker), Immlinger Festspiele
- Die sieben Todsünden (Kranewitter), Volksschauspiele Telfs
- Tirili (Kreisler / Grünmandl), Volksschauspiele Telfs
- Heimatlos (Gruber / Prestele), Volksschauspiele Telfs
- Bürger Schippel (Sternheim), Bruchsal
- Valentin-Abend (Valentin), Bruchsal

## Auszeichnungen
- Österreichischer Fernsehpreis für Der Fall Jägerstätter
- Schwabinger Kunstpreis 1997
- Adolf-Grimme-Preis für Die Piefke-Saga